# 河東町八田
河東町八田（かわひがしまち はった）は、福島県会津若松市の大字である。郵便番号は969-3451。

## 地理
会津若松市北部の河東地区（旧河沼郡河東町域）に属する。南で湊町大字赤井、一箕町大字金堀、一箕町大字八幡、一箕町大字鶴賀、西で河東町金田、河東町浅山、河東町工業団地、河東町東長原、北で耶麻郡磐梯町大谷、磐梯町磐梯、北東で磐梯町更科、東で耶麻郡猪苗代町翁沢とそれぞれ隣接する。概ね町村制施行以前の河沼郡八田村の流れを汲む地域である。河東地区東部に位置し、磐梯町、猪苗代町との市町境をなす一級水系阿賀野川水系日橋川左岸上流域の一部を主な範囲とする。東西に国道49号、磐越自動車道が横断し、南北に縦断する福島県道64号会津若松裏磐梯線と接続する磐梯河東インターチェンジが立地する。会津盆地東側の台地上に位置し、東西に広大な面積を持つ。西側の平地には水田が広がり、国道49号沿線の沢目（強清水周辺）、宮前、漆沢、等といった字に集落が点在する。日橋川流域には東京電力猪苗代第一～第三水力発電所が設置され、特に第一発電所は明治時代の建設当時東洋一の規模であり、日本の経済を支える存在であった。

### 山岳
- 膳棚山
- 御殿山
- 甘石山

### 河川・湖沼
一級水系阿賀野川水系
- 日橋川
  - 鍋沼
  - 十六橋水門
- 大工川

### 主な字
字
- 赤坂乙
- 明ル坂
- 明ル坂甲
- 明ル坂道下丙
- あずち山甲
- 粟畑
- 家後
- 家後丙
- 家西
- 家西乙
- 家西戊
- 家東
- 家東戊
- 石ヶ坂
- 石ヶ坂甲
- 石坂
- 石坂丁
- 石山
- 石山戊
- 稲荷町戊
- 漆窪
- 漆窪戊

- 漆沢
- 大下
- 大野原
- 大野原甲
- 大林
- 荻原
- 長田
- 長田己
- 上糠塚甲
- 北生井甲
- 北山田
- 北山田甲
- 茱萸木原
- 高野下
- 高野下戊
- 越戸
- 越戸戊
- 坂ノ上
- 桜石
- 作来場
- 作来場己
- 沢目

- 沢目庚
- 三千小屋
- 清水崎
- 清水崎庚
- 下糠塚甲
- 下ノ家
- 下ノ家庚
- 浄土清水丙
- 堰下乙
- 膳棚甲
- 高塚乙
- 竹蕨
- 竹蕨庚
- 田ノ神松
- 台畑甲
- 稲荷沢
- 稲荷沢戊
- 稲荷丁
- 戸ノ口堰下
- 戸ノ口堰下甲
- 飛窪辛
- 中坪

- 中坪己
- 七ツ森甲
- 鍋沼
- 西箕輪
- 韮窪
- 韮窪丁
- 糠塚甲
- 八田野
- 八田戊
- 花立山
- 東平
- 東平辛
- 東平己
- 東天屋
- 東林崎辛
- 東箕輪
- 百枚堀田
- 百枚堀田丙
- 古屋敷辛
- 別当
- 別当甲
- 前田

- 前田乙
- 前田甲
- 松堀甲
- 丸山
- 丸山己
- 道上甲
- 道下
- 道下甲
- 水上甲
- 水上戊
- 宮上甲
- 宮前
- 宮前甲
- 村西甲
- 村東
- 夫婦石甲
- 森根己
- 谷地田
- 谷地田甲
- 横手
- 西平

## 歴史
- 1875年
  - 八田野新村が八田野村に統合される。
  - 生井新田、稲荷原新田、高野下分、松永分が統合され四ツ山村が発足する。
  - 藤倉新田村、漆沢村が統合され藤漆村が発足する。
- 1879年 - 強清水新田が強清水村に改称する。
  - 1月27日 - 八田野村、四ツ山村、藤漆村が福島県内における郡区町村制の施行により河沼郡の村となる。
- 1881年 - 八田野村、四ツ山村、藤漆村、強清水村が合併し八田村が発足する。
- 1889年4月1日 - 町村制の施行により八田村が周辺7村と合併し日橋村が発足する。旧八田村域は日橋村の大字となる。
- 1957年4月1日 - 日橋村が堂島村と合併して河東村が発足し、河東村の大字となる。
- 1978年4月1日 - 河東村が町制施行し、河東町の大字となる。
- 2005年11月1日 - 河東町が会津若松市に編入され、会津若松市の大字となる。

## 世帯数と人口
2024年1月1日現在の世帯数と人口は以下の通りである。
| 大字       | 世帯数  | 人口  |
| ---------- | ------- | ----- |
| 河東町八田 | 281世帯 | 750人 |

## 小・中学校の学区
市立小・中学校に通う場合、学区は以下の通りとなる。
| 番地 | 小学校                       | 中学校                       |
| ---- | ---------------------------- | ---------------------------- |
| 全域 | 会津若松市立河東学園前期課程 | 会津若松市立河東学園後期課程 |

## 交通

### 道路
- 磐越自動車道
  - 磐梯河東インターチェンジ
  - 日橋川橋
- 国道49号
  - 滝沢バイパス
- 国道294号（南端部をかすめるほか、国道49号と重複し会津若松市街地へ至る）
- 福島県道64号会津若松裏磐梯線
  - 明ル坂
  - 新日橋川橋
- 一般市道湊3-2号
  - 十六橋

## 施設
- 会津若松警察署 八田駐在所
- 八田地区交流センター
- 大野原公民館
- 桜石公民館
- 大林公民館
- ローソン 磐梯河東インター店
- 会津磐梯カントリークラブ
- 東京電力 猪苗代第一発電所
- 東京電力 猪苗代第二発電所
- 東京電力 猪苗代第三発電所
- 強清水農村公園
- 桜石農村公園
- 戸ノ口原古戦場之碑
- 大蔵院
- 六軒大山衹神社
- 古峯神社
- 山ノ神神社
- 神明神社
- 諏訪神社